# 核間諜
核間諜指擅自向其他國家洩露有關核武器的國家機密。在核武器的歷史上有許多已知的核間諜案件，也有不少懷疑或指控從事間諜活動的案件。核武器一般被視為是最重要的國家機密，因此所有擁有核武器的國家都對提供有關核武器設計、儲存、輸送系統和部署的信息進行嚴格的限制，各國也僅限於把他們的核武器信息在《不擴散核武器條約》公開。

## 曼哈頓計劃

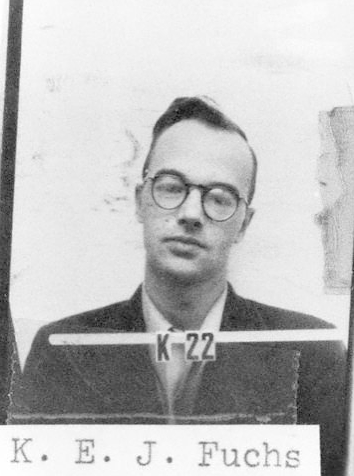
克勞斯·富克斯被視為曼哈頓計劃中最有用的「原子間諜」

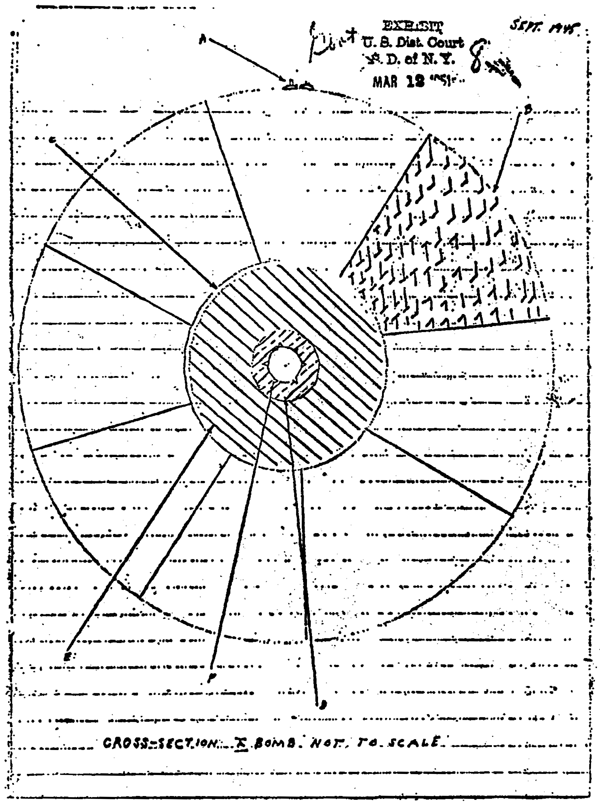
「原子間諜」向蘇聯提供的核武器設計情報

第二次世界大戰期間，曼哈頓計劃成員美國、英國和加拿大合力製造第一批核武器期間，有參與項目的科學家或技術人員把核彈開發和設計的情報傳送到蘇聯，這些「原子間諜」的工作一直持續至冷戰初期。大部分案件因20世紀50年代反共主義盛行而廣為人知，而具體細節則長期存在爭議，雖然有些爭議在公開「薇諾娜計劃」有關截獲和解密間諜通訊的文字記錄後平息，但有些問題尚未解決。
間諜情報有否加快蘇聯研發原子彈進度也存在爭議。雖然蘇聯獲得一些有助發展核武器的情報，如克勞斯·富克斯給予的技術性理論知識，但由於蘇聯核武器項目主管不信任間諜情報和該國科學家，只把相關情報用作核對該國科學家的研究結果而沒有共享情報，因此學者懷疑情報對增加發展速度的作用。後來的學術研究也顯示早期蘇聯發展核武器的決定性要素不是武器設計，而跟曼哈頓計劃一樣是採購核裂變材料，尤其蘇聯在計劃開始時沒有已知的鈾礦，與美國情況不同。

## 以色列
1986年，一位在迪莫納附近核設施工作的前技術人員莫迪凱·瓦努努向英國新聞界透露有關以色列核武器計劃的情報，證實以色列秘密擁有先進的核武器，而以色列當局從來沒有承認或否認擁有核武器計劃，其後瓦努努被綁架並送返以色列接受閉門審訊，被裁定從事叛國和間諜活動。瓦努努是否真正參與間諜活動本身存在爭議，他和支持者聲稱這只是揭露秘密及非法行為，而他的反對者則視他為叛徒，為幫助以色列的敵人而洩露情報。瓦努努在離開以色列約一年後才發放他的資料和照片。這個事件的政治成份引起激烈爭論。

## 中華人民共和國

聲稱被中国間諜偷走的W88彈頭設計

1999年，美國眾議院美中國家安全和軍事/商業關係特設委員會發表的報告（被稱為「考克斯報告」）中透露，美國安全機構相信中華人民共和國持續對美國的核武器設計實驗室進行核間諜活動，尤其是洛斯阿拉莫斯國家實驗室、勞倫斯利福摩爾國家實驗室、橡樹嶺國家實驗室和桑迪亞國家實驗室。根據該報告，中国自20世紀70年代以來「偷走所有關於美國最先進的熱核彈頭機密資料」，包括先進微型熱核彈頭（可用於分導式多彈頭）、中子彈和有關核試驗電腦模擬程式編碼（中国因此可以在沒有測試武器本身的情況下改良武器）的設計。美國在1995年前對中国核間諜活動毫不知情。在洛斯阿拉莫斯國家實驗室工作的科學家李文和因該報告的調查被逮捕，當局對他提供武器情報給中国的指控失敗，他最終只被判處理數據不當。《獵虎行動：失竊的核武機密》（Tiger Trap: America′s Secret Spy War with China）對於此事有專章敘述。

## 巴基斯坦
2004年1月，巴基斯坦核子科學家阿卜杜勒·卡迪尔·汗承認向利比亞、伊朗和北韓出售核武器技術。根據他的證詞和情報機構報告，他向三國出售氣體離心機（用作提煉濃縮鈾）的設計、中國的核彈頭設計以及實體離心機。他被指從荷蘭的歐洲濃縮鈾公司（Urenco）偷取氣體離心機的設計，用作啟動巴基斯坦的核武器計劃。 2004年2月5日，他獲得巴基斯坦總統佩爾韋茲·穆沙拉夫宣布赦免，巴基斯坦政府聲稱沒有參與間諜活動，但拒絕把阿巴杜·卡迪爾·汗交給國際原子能機構接受盤問。